# Buckley (Illinois)
Pour les articles homonymes, voir Buckley (homonymie).
Buckley est un village situé dans le comté d'Iroquois, dans l’État de l’Illinois, aux États-Unis. Sa population s’élevait à 600 habitants lors du recensement de 2010, estimée à 560 habitants en 2016.

## Source
- (en) Cet article est partiellement ou en totalité issu de l’article de Wikipédia en anglais intitulé « Buckley, Illinois » (voir la liste des auteurs).